# Recoil
A Recoil egy Alan Wilder alapította zenei projekt, mely az 1986-os 1+2 című középlemezzel debütált.

## A '80-as években
A Recoil első középlemezét (1+2) és albumát (Hydrology) a negyedóra hosszúságú, kissé monoton, instrumentális, kísérletező zenék jellemzik.
Az 1+2 kiadására az után került sor, hogy Daniel Miller, a Mute Records alapítója, meghallgatott néhány olyan Alan Wilder készítette demót, aminek stílusa teljesen eltért a Depeche Mode-étól. A középlemez nem sokkal a Mode nagysíkerű Black Celebration albuma után került piacra. Címét a rajta lévő két, negyedórás szám címéről kapta.
Első albuma, a Hydrology (magyarul "Hidrológia"), 1988-ban jelent meg, a Mode "Music for the Masses Tour" (vagy "Tour for the Masses") elnevezésű turnéja közben. Wilder így nyilatkozott e kiadványáról: "bizonyos módon a Depeche Mode ellenmérge; a folytonos pop-formátumban való dolgozásból adódó frusztráció enyhítése."

## A '90-es években
Az 1992-es Bloodline ("Vérvonal") album szakított az első két Recoil-kiadvány stílusával. A dalok rajta 5-7 percesek, és immár nem instrumentálisak, hanem vendégénekesek éneklik őket; név szerint Douglas McCarthy, Bukka White (Bukka White ekkor már halott volt, Wilder hangfelvételeket használt, főként a "Shake 'em On Down" című dalból), Toni Halliday és Moby. Az album számai sokkal populárisabbak, "könnyebben emészthetőek" elődeiknél. Fő stílusa az electronica, bár a "Curse" inkább mondható a rap- és az alternatív zene keverékének. Az instrumentális "Freeze" című zárószám(, mely a Depeche Mode "Pimpf" című számára hasonlít) az első két Recoil-kiadvány stílusának utolsó "visszhangja".
Alan Wilder 1995-ben, főként a tagok akkori rossz viszonyára és zenei tehetségének és odaadásának el nem ismerésére hivatkozva kilépett a Depeche Mode-ból.
Ez után 1997-ben (a Mode Ultrájával egy évben) jelent meg következő albuma, az Unsound Methods ("Egészségtelen eljárások"). Ez '92-es elődjénél sokkal elvontabb, alternatívabb stílusú. Énekesei: Douglas McCarthy, Siobhan Lynch, Maggie Estep, Hildia Campbell (aki a Mode 1993-as albumán is vokálozott); és maga Alan Wilder. Az ő hangja legjobban a "Missing Piece (Night Dissolves)" és a "Shunt" című dalokban hallható.

## A 2000-es évek
A 2000-ben megjelent Liquid ("Folyadék") stílusában az Unsound Methods-ot követi. Wilder szemtanúja volt egy repülőgépbalesetnek, ezen élményről számol be az albumot keretező "Black Box" című szám első és második része, amik egybemixelt és lerövidített változatai limitált kislemezen (Liquid Samples; "Folyadékminták") jelentek meg. Érdekesség, hogy a Liquiden szerepelt először nem angol nyelvű Recoil-szám: a katalánul íródott "Vertigen". Az album énekesei: Reto Bühler, Nicole Blackman, Samantha Coerbell, Rosa M. Torras, Diamanda Galás. A Bloodline-on található "Electro Blues for Bukka White"-hoz hasonlít a "Jezebel", amelynél egy '40-esévekbeli Golden Gate Quartet-szám énekhangját használta fel Wilder.
2007-ben jelent meg a subHuman, a Recoil-projekt ötödik albuma. Az angol "subhuman" kifejezés jelentése "embernél kevesebb"; ez a nietzschei filozófia emberfeletti emberének ellentéte. Ez az album szakít az előző kettő stílusával: blues és country elemeket tartalmaz; és az előző, nagy énekesstábokat felvonultató Bloodline-, Unsound Methods- és Liquiddel ellentétben ennek csak két énekese van: Joe Richardson bluesénekes és Carla Trevaskis angol énekesnő.
Ugyanezen évben közös CD-n jelent meg újra az első két Recoil-kiadvány Hydrology Plus 1+2 címen.

## 2010-től napjainkig
A 2010-es Selected ("Válogatott") a Recoil első válogatásalbuma. Ezt a 2010-2011-es A Strange Hour with Alan Wilder & Paul Kendall ("Egy különös óra Alan Wilderrel és Paul Kendallal") koncertsorozat követte.
A turné budapesti koncertjéről 2012-ben koncertfilm jelent meg A Strange Hour in Budapest ("Egy különös óra Budapesten") címmel.
Szintén ebben az évben publikálta két Talk Talk-feldolgozását (Inheritance, Dum Dum Girl) az együttes emlékére kiadott Spirit of Talk Talk ("A Talk Talk szelleme") című albumon.

## Diszkográfia

### Albumok
- Hydrology

Megjelenés dátuma: 1988. január 25.
1. Grain
2. Stone
3. The Sermon

- Bloodline

Megjelenés dátuma: 1992. április 14.
1. Faith Healer
2. Electro Blues for Bukka White
3. The Defector
4. Edge To Life
5. Curse
6. Bloodline
7. Freeze

- Unsound Methods

Megjelenés dátuma: 1997. október 27.
1. Incubus
2. Drifting
3. Luscious Apparatus
4. Stalker
5. Red River Cargo
6. Control Freak
7. Missing Piece
8. Last Breath
9. Shunt

- Liquid

Megjelenés dátuma: 2000. március 21.
1. Black Box, Part 1
2. Want
3. Jezebel
4. Breath Control
5. Last Call for Liquid Courage
6. Strange Hours
7. Vertigen
8. Supreme
9. Chrome
10. Black Box, Part 2

- subHuman

Megjelenés dátuma: 2007. július 27.
1. Prey
2. Allelujah
3. 5000 Years
4. The Killing Ground
5. Intruders
6. 99 To Life
7. Backslider

### Középlemezek
- 1+2

Megjelenés dátuma: 1986. augusztus
1. 1
2. 2

- Luscious Apparatus

Megjelenés dátuma: 1997.
1. Luscious Apparatus
2. Drifting
3. Stalker
4. Shunt

- Strange Hours

Megjelenés dátuma: 2000. április 3.
1. Strange Hours (Edit)
2. Jezebel (Filthy Dog Mix)
3. New York Nights
4. Don't Look Back
5. Strange Hours (Videoclip)
6. Drifting (Videoclip)
7. Stalker (Videoclip)
8. Faith Healer (Videoclip)

### Kislemezek
- Faith Healer

Megjelenés dátuma: 1992. március 9.
1. Faith Healer (LP Version)
2. Faith Healer (Healed Mix)

- Drifting

Megjelenés dátuma: 1997. október 17.
1. Drifting (Radio Mix)
2. Drifting (Poison Dub)
3. Control Freak (Barry Adamson Mix)
4. Shunt (Panasonic Mix)

- Luscious Apparatus

Megjelenés dátuma: 1997
1. Luscious Apparatus

- Radio Edits

Megjelenés dátuma: 1997
1. Drifting (Radio Edit)
2. Stalker (Radio Edit)
3. Missing Piece (Radio Edit)

- Stalker / Missing Piece

Megjelenés dátuma: 1998. március 9.
1. Stalker (Punished Mix)
2. Missing Piece (Night Diessolves)
3. Red River Cargo

- Liquid Samples

Megjelenés dátuma: 2000.
1. Black Box (Excerpt)
2. Black Box (Complete)

- Jezebel

Megjelenés dátuma: 2000. szeptember 18.
1. Jezebel (Radio Edit)
2. Jezebel (The Slick Sixty vs. RJ Remix)
3. Electro Blues for Bukka White (2000 Version)
4. Black Box (Complete)
5. Jezebel (Videó)

- Prey

Megjelenés dátuma: 2007. június 25.
1. Prey (Single Version)
2. Prey (Reduction)

- The Killing Ground

Megjelenés dátuma: 2007. október 1.
1. The Killing Ground [The Slips RMX]

- Prey / Allelujah

Megjelenés dátuma: 2008. február 25.
1. Prey (Radio Edit)
2. Prey (Album Version)
3. Allelujah (Reduction)
4. Allelujah (Video)

- Want (The Architect Mixes)

Megjelenés dátuma: 2010. október 17.
1. Want (Renegade Of Noise 808 Remix)
2. Want (Architect Steppa)
3. Want (Low Tech Remix)
4. Jezebel (Seductress Remix)
5. Want (Renegade Of Noise 808) (Videó)